# 卡曼 (伊利諾伊州)
卡曼（英語：Carman）是位於美國伊利諾伊州亨德森縣的一個非建制地區。該地的面積和人口皆未知。

## 地理
卡曼的座標為40°44′26″N 91°03′35″W / 40.74056°N 91.05972°W，而該地的平均海拔高度為163米（即535英尺）。